# Richard A. Falk

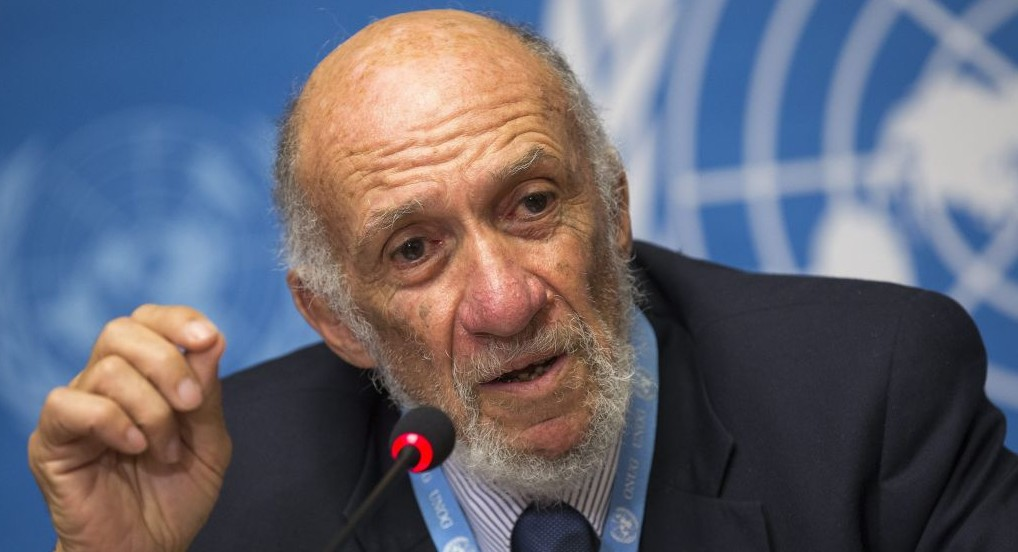
Richard Falk (2014)

Richard Anderson Falk (* 13. November 1930 in New York City) ist ein US-amerikanischer emeritierter Jura-Professor für Völkerrecht an der Princeton University  und Autor. Falk war von 2008 bis 2014 UN-Sonderberichterstatter zur Menschenrechtssituation in den seit 1967 besetzten palästinensischen Gebieten.

## Leben und Ausbildung
Falk wuchs in New York City in eine typischen postreligiösen jüdischen Familie der oberen Mittelschicht auf. Er beschrieb seinen familiären Hintergrund als „assimilatorisches Judentum, das sogar die ethnische Seite des Jüdischseins weitestgehend ablegte“. Sich selbst definierte er später als „ein amerikanischer Jude“ und sagte, dass ein Außenseiterstatus mit einem Gefühl der Nicht-Zugehörigkeit seine spätere Rolle als Kritiker der amerikanischen Außenpolitik beeinflusst haben könnte. Jüdisch zu sein bedeutete für Falk im Besonderen, „sich mit der Überwindung von Ungerechtigkeiten und dem Durst nach Gerechtigkeit in der Welt zu beschäftigen, und das bedeutet anderen Völkern gegenüber respektvoll zu sein, unabhängig von ihrer Nationalität oder Religion, und empathisch gegenüber menschlichem Leid, egal wer und wo immer Viktimisierung stattfindet.“
Sein Vater war Marinehistoriker und Anwalt. Falks Mutter wurde in Japan geboren – ihr Vater war ein Textilhändler, der dort Geschäfte machte – und wuchs in New York auf. Seine ältere Schwester hatte gesundheitliche Probleme und verbrachte fast ihr ganzes Leben lang im Krankenhaus – dies führte dazu, dass sich seine Eltern scheiden ließen als er noch klein war, weil sie die Probleme auf sehr unterschiedliche Weise sahen. Falk wuchs bei seinem Vater auf, der ziemlich rechts orientiert und ein Verfechter des Kalten Krieges war, er war befreundet mit prominenten damaligen Antikommunisten, die häufig zu Gast waren, darunter Interimspremierminister Alexander Kerenski, der noch vor Ausbruch der Oktoberrevolution aus Russland geflohen war.
Falk erhielt 1952 einen Bachelor of Science in Wirtschaftswissenschaften an der Wharton School der University of Pennsylvania und einen Bachelor of Laws an der Yale University. Er promovierte 1962 in Rechtswissenschaften an der Harvard University. Sein frühes Denken war geprägt durch Lesungen von Karl Marx, Herbert Marcuse und C. Wright Mills, und er entwickelte ein übergeordnetes Anliegen mit Projekten zur Abschaffung von Krieg und Aggression als soziale Institutionen. Bis 2001 war Falk Professor für Rechtswissenschaften an der Princeton University und von 2001 bis 2004 Gastprofessor für Globale und Internationale Studien an der University of California, Santa Barbara.

## Berufslaufbahn
Falk begann seine Lehrtätigkeit an der Ohio State University und in Harvard, wo er Ende der 1950er Jahre seine kommunistischen Überzeugungen zum Ausdruck brachte. Er ging 1961 an die Princeton University, die für über dreißig Jahre seine akademische Heimat wurde. Falk wurde 1965 zum Albert-G.-Milbank-Professor für internationales Recht und Praxis ernannt, eine Position, die er bis heute als Emeritus-Professor beibehält. 1985 erhielt er das Guggenheim-Stipendium. Falk zog sich 2001 aus dem Lehrberuf zurück. Seit 2002 ist er Forschungsprofessor am Orfalea Center for Global & International Studies der University of California, Santa Barbara. Derzeit leitet er das Projekt „Global Climate Change, Human Security, and Democracy“.
Falk kritisierte das Westfälische System der Nationalstaaten, das seiner Meinung nach von einer internationaleren Institution überwunden werden müsse, um den Rückgriff auf Gewalt durch Nationen zu kontrollieren, während sich die Welt auf ein globales Ethos zubewegt, in dem Staaten auf ihren grenzenbesessenen Territorialismus verzichten und im Gegenzug ein Regime einvernehmlich ausgehandelter Ziele einführen, in dem die nationalen Führer der Rechenschaftspflicht unterliegen müssen.
Im Hinblick auf spezifische geopolitische Situationen hat er eine Reihe von Büchern und Essays veröffentlicht, in denen er die ideologischen Aspekte der amerikanischen Menschenrechtsdebatte, die Rechtmäßigkeit des Vietnamkriegs und anderer militärischer Operationen analysiert. Im Hinblick auf die Invasion des Irak im Jahr 2003 schrieb er, dass es „unausweichlich ist, dass ein objektiver Beobachter zu der Schlussfolgerung gelangt, dass dieser Irakkrieg ein Angriffskrieg ist, und dass es sich dabei um ein Verbrechen gegen den Frieden handelt, so wie die überlebenden deutschen Führer bei dem Nürnberger Prozess gegen die Hauptkriegsverbrecher kurz nach dem zweiten Weltkrieg verfolgt, angeklagt und bestraft wurden.“
Zwischen 1999 und 2000 war Falk Mitglied der Unabhängigen Internationalen Kommission für das Kosovo. 2004 schrieb er ein Vorwort für David Ray Griffins Buch The New Pearl Harbor: Disturbing Questions About the Bush Administration and 9/11, das Verschwörungstheorien zum 11. September 2001 zum Thema hat. Seitdem beschäftigt er sich regelmäßig mit der Thematik, schrieb 2006 ein Kapitel in Griffins Buch 9/11 and American Empire: Intellectuals Speak Out und veröffentlichte verschiedene verschwörungstheoretische Artikel.
Von 2008 bis 2014 war Falk Sondergesandter des UN-Menschenrechtsrats für die palästinensischen Autonomiegebiete. 2011 sprach Falk sich gegen eine militärische Unterstützung der libyschen Opposition aus; er fände den „Grad der Unterdrückung“ in Libyen nicht „durchdringender und schwerer“ als in anderen autoritär regierten Ländern.
Al Jazeera English veröffentlicht regelmäßig Beiträge von Falk auf seiner Homepage.

## Aktivismus
Falks Engagement für Politik begann an der Ohio State University, wo er in den 1960er Jahren als Mitglied der Rechtsfakultät Zeuge von Rassismus war, der auf schwarze Studenten abzielte. Sein Wechsel an die Princeton University, wo die Rechtslehre mit Politik, internationalen Beziehungen und anderen Sozialwissenschaften verbunden war, ermöglichte es Falk, seine Fachkompetenz im Völkerrecht mit seinen ethischen und politischen Werten zu verbinden. Falk wollte seine akademische Arbeit mit politischem Aktivismus in einer Rolle verbinden, die er als „Bürgerpilger“ bezeichnete.
Die wesentliche Aufgabe eines Bürgerpilgers besteht darin, herauszufinden, wie man wünschenswerte, aber unwahrscheinliche soziale Bewegungen zum Erfolg führen kann. Die Bewegungen gegen Sklaverei, Kolonialismus, Rassendiskriminierung und Patriarchat sind nur einige Beispiele. Falks vorrangiges Anliegen ist es, eine Bewegung gegen Krieg und Aggression als soziale Institutionen zu fördern, was den schrittweisen Aufbau einer neuen Weltordnung impliziert, die die menschlichen Grundbedürfnisse aller Menschen sichert, die Umwelt und die grundlegenden Menschenrechte aller Individuen und Gruppen schützt, ohne die prekären Ressourcen der kulturellen Vielfalt zu beeinträchtigen, und die auf die gewaltfreie Lösung intergesellschaftlicher Konflikte hinarbeitet.

## Medien
Falk hat für verschiedene Publikationen geschrieben, darunter The Nation (Vereinigte Staaten), The Huffington Post, CounterPunch und das Palestine Chronicle. Falk ist Mitglied des Redaktionsausschusses von The Nation und The Progressive. Falk sprach auf Universitätsgeländen und für Organisationen.

## Mitgliedschaften
Richard Falk gehört verschiedenen Organisationen an, nachfolgend sind einige aufgeführt.
- Vorsitzender des Vorstands der Stiftung für Frieden im Nuklearzeitalter.[28][29]
- Beiratsvorsitzender der Fakultät für israelisch-palästinensischen-Frieden-USA (FFIPP-USA). Eine Gruppe, die sich  „für ein Ende der israelischen Besetzung palästinensischer Gebiete und gerechten Frieden“ einsetzt;[30]
- Vorsitzender des Kuratoriums des Euro-Mediterranean Human Rights Monitor.[31]

## Ehemalige Aktivitäten
Falk ist ehemaliges Beiratsmitglied des World Federalist Institute und dem American Movement for World Government sowie ehemaliger Stipendiat des Transnational Institutes. In den Jahren 1999–2000 arbeitete Falk an der Independent International Commission on Kosovo, einer Initiative des schwedischen Premierministers Göran Persson. Mehrere Jahre lang war Falk im Vorstand des Human Rights Watch, Santa Barbara (Kalifornien), tätig, bis er zum Rücktritt aufgefordert wurde.

## Nominierungen bei den Vereinten Nationen

### Untersuchungskommission der Vereinten Nationen für Menschenrechte in den palästinensischen Gebieten
Im Jahr 2001 war Richard Falk Mitglied einer Untersuchungskommission des Hohen Kommissars der Vereinten Nationen für Menschenrechte für die palästinensischen Gebiete zusammen mit dem Südafrikaner John Dugard und Kamal Hussein, ehemaliger Außenminister von Bangladesch. Falk sagte, die beiden Hauptthemen seien: „Man prüft, ob die Besatzungsbedingungen so beschaffen sind, dass den Palästinensern ein gewisses Recht auf Widerstand eingeräumt wird. Und wenn sie dieses Recht haben, was sind dann die Grenzen dieses Rechts?“ und „Das andere Thema, um das es bei dieser aktuellen Untersuchung geht, ist die Bewertung, wie Israel als Besatzungsmacht seine Verantwortung wahrnimmt, die Gesellschaft zu schützen, die seiner Kontrolle unterliegt.“ Nach der Untersuchung veröffentlichte die Kommission einen Bericht mit dem Titel „Frage der Verletzung der Menschenrechte in den besetzten arabischen Gebieten, einschließlich Palästina“.

### Sonderberichterstatter der Vereinten Nationen für die palästinensischen Menschenrechte
Am 26. März 2008 ernannte der Menschenrechtsrat der Vereinten Nationen Falk für eine sechsjährige Amtszeit zum Sonderberichterstatter der Vereinten Nationen über „die Lage der Menschenrechte in den seit 1967 besetzten palästinensischen Gebieten“. Falk löste den südafrikanischen Professor John Dugard ab, der sein Amt im Juni 2008 nach sieben Jahren verließ. Falks Ernennung endete im Mai 2014.

### Antwort auf Ernennung
Die Ernennung von Falk wurde durch ein Konsensprinzip der 47 Mitglieder des UN-Menschenrechtsrates erreicht. Trotz der Versuche jüdischer Gruppen, die Europäische Union (EU) und Kanada zu überzeugen, sich öffentlich gegen die Ernennung auszusprechen, schwieg die EU, während Kanada sich nicht gegen den Konsens aussprach, sondern erklärte, sie würden sich von der Wahl distanzieren.
Laut einer UN-Pressemitteilung kritisierte der damalige israelische Botschafter der Vereinten Nationen, Itzhak Levanon, heftig Falks Ernennung. Begründung war, weil Falk in einem Artikel geschrieben haben soll, dass es „keine unverantwortliche Übertreibung sei, die Behandlung von Palästinensern mit der kriminalisierten nationalsozialistischen Aufzeichnung kollektiver Gräueltaten in Verbindung zu bringen“. Levanon argumentierte, dass „jemand, der öffentlich und wiederholt solche Ansichten geäußert habe, unmöglich als unabhängig, unparteiisch oder objektiv betrachtet werden könne“. Laut The Forward habe Falk eigentlich gesagt: „Ist es eine unverantwortliche Übertreibung, die Behandlung der Palästinenser mit dieser kriminalisierten Nazi-Akte der kollektiven Grausamkeit in Verbindung zu bringen? Ich glaube nicht.“ Levanon erklärte weiter: „Er hat an einer Erkundungsmission der UNO teilgenommen, in der festgestellt wurde, dass Selbstmordattentate eine gültige Methode des Kampfes seien. Er hat Israel mit ‘völkermörderischen Tendenzen’ angeklagt und es beschuldigt, Sicherheit durch Staatsterrorismus erreichen zu wollen.“ Die israelische Regierung kündigte an, dass sie Falk ein Visum für Israel, das Westjordanland und den Gazastreifen verweigern werden, zumindest bis zur Sitzung des Menschenrechtsrates im September 2008.
In der UN-Pressemitteilung wurde berichtet, dass der palästinensische Vertreter Mohammad Abu-Koash sagte, es sei „ironisch, dass Israel, das behauptete, überall Juden zu vertreten, gegen einen jüdischen Professor kämpft, der zum Sonderberichterstatter für die Lage der Menschenrechte in den besetzten palästinensischen Gebieten ernannt worden war“. In der palästinensischen Erklärung wurde Falk als „Autor von 54 Büchern über das Völkerrecht“ bezeichnet, und die Schlussfolgerung war, dass seine Ernennung „ein Sieg für den gesunden Menschenverstand und die Menschenrechte war, da er ein hoch qualifizierter Berichterstatter sei.“
John R. Bolton, ehemaliger US-Botschafter der Vereinten Nationen, kritisierte Falks Ernennung in den UN-Menschenrechtsrat mit den Worten: „Genau deshalb haben wir gegen den neuen Menschenrechtsrat gestimmt“, und „Er wurde aus einem Grund ausgewählt, und der Grund ist nicht, eine objektive Einschätzung zu haben – das Ziel ist, mehr Munition zu finden, um Israel nachzustellen.“

## UN-Untersuchungen und Berichte

### 2008
Im Mai 2008 weigerte sich Israel, Falk einreisen zu lassen, um Informationen für einen Bericht zu sammeln. Die National Lawyers Guild drängte Israel, Falk die Einreise zu gestatten, und erklärte: „Falk machte in mehreren Berichten über die Zustände der besetzten Gebiete keine anderen Ansprüche geltend als die von John Dugard, der Mann, den er ersetzen sollte.“ Human Rights Watch gab eine Erklärung heraus, in der Israel aufgefordert wurde, seine Vertreibung von Falk aus dem Westjordanland und dem Gazastreifen rückgängig zu machen. In einem Interview vom Juli 2008 erklärte Falk, dass die Einschränkungen „meine Exposition gegenüber den direkten Realitäten einschränken würden. Aber ich denke, dass es durchaus möglich ist, diese Rolle ohne diese Exposition zu spielen. Das Sperren meiner Einreise erschwert meine Aufgabe, macht sie aber nicht unlösbar.“
Im Juni 2008 schlug Falk dem Menschenrechtsrat vor, sein Mandat zur Untersuchung von Verletzungen des humanitären Völkerrechts in den palästinensischen Gebieten auf mögliche palästinensische Verletzungen auszudehnen. Er erklärte, sein Ziel sei es, den Rat, der von islamischen und afrikanischen Staaten dominiert wird, die in der Regel von China, Kuba und Russland unterstützt werden, „von denen zu isolieren, die behaupten, dass ihre Arbeit durch parteipolitische Maßnahmen beeinträchtigt wird“.
Am 9. Dezember 2008 gaben die Vereinten Nationen eine Erklärung von Falk in seiner offiziellen Eigenschaft als „Sonderberichterstatter“ bekannt, in der er feststellte, dass der Generalsekretär der Vereinten Nationen, Ban Ki-moon, der Präsident der Generalversammlung, Miguel d’Escoto Brockmann, und die UN-Hochkommissarin für Menschenrechte, Navanethem Pillay, neben anderen Spitzenbeamten, ihre Besorgnis über die „verzweifelte Notlage“ der Zivilbevölkerung in Gaza zum Ausdruck gebracht haben. Falk sagte: „Und dennoch hält Israel seine Gaza-Belagerung in voller Wut aufrecht, indem es nur knapp genug Nahrung und Treibstoff hereinlässt, um Massenhunger und Krankheiten abzuwehren.“ Er entwarf Schritte, die hätten unternommen werden müssen, um eine „humanitäre Katastrophe“ zu vermeiden. Dazu gehörten die Umsetzung der „Verantwortung, eine Zivilbevölkerung vor kollektiver Bestrafung zu schützen“ und die Festlegung, „ob die für die Belagerung des Gazastreifens verantwortlichen israelischen Zivilisten und Militärkommandanten wegen Verstößen gegen das Völkerstrafrecht angeklagt und strafrechtlich verfolgt werden sollten“, was in der Zeitung The Jerusalem Post stand, dass dies vor den Internationalen Gerichtshof in Den Haag gebracht werden würde.
Am 14. Dezember 2008 traf Falk mit Mitarbeitern des UN-Hochkommissariats für Menschenrechte zu einem offiziellen Besuch am Flughafen Ben Gurion ein und plante eine Reise in das Westjordanland und den Gazastreifen, um einen Bericht über die Einhaltung der Menschenrechtsstandards und des humanitären Völkerrechts durch Israel zu erstellen. In einem Interview erklärte Falk, dass die israelische Regierung seine wahren Ansichten verzerrt und dass er die Vertreibung als ein „heimtückisches Muster des Versuchs, die Aufmerksamkeit von ihren Einwänden auf die Person zu lenken“ betrachte. Pillay bezeichnete Israels Inhaftierung und Vertreibung von Falk als „beispiellos und zutiefst bedauerlich“. Ab März 2011 wurde Falk immer noch die Einreise nach Israel verweigert und wurde effektiv aus Israel verbannt.
Am 27. Dezember 2008 gab Falk eine Erklärung heraus, in der er die israelischen Streiks vom Dezember 2008 in Gaza, Operation Gegossenes Blei, als „Kriegsverbrechen“ verurteilte. Er behauptete, sie umfassten kollektive Bestrafung, die auf Zivilisten abzielte und eine unverhältnismäßige militärische Reaktion auf die Raketenangriffe der Hamas auf Israel, die auch auf Zivilisten abzielten. Er erklärte, dass Israel die diplomatischen Initiativen der Hamas zur Wiederherstellung des Waffenstillstandes, der am 26. Dezember auslief, ignoriert hätten und verurteilte Nationen, die Israel militärische Unterstützung gewährten und an der Belagerung des Gazastreifens teilgenommen hatten. In einem Artikel für die Zeitung Houston Chronicle bekräftigte Falk, dass er „den Internationalen Strafgerichtshof aufgerufen“ habe israelische Führer zu untersuchen, die für mögliche Verstöße gegen das Völkerstrafrecht verantwortlich seien.

### 2009
Im März 2009 erklärte Falk, dass die israelische Offensive in Gaza ein Kriegsverbrechen von „größter Tragweite“ darstelle. Er forderte die Einsetzung einer unabhängigen Gruppe zur Untersuchung der Kriegsverbrechen auf beiden Seiten. Die britische Regierung reagierte auf Falks Bericht mit der Feststellung, dass „der Bericht des Sonderberichterstatters des UN-Menschenrechtsrates unausgewogen sei und wenig dazu beiträgt“. Im Oktober 2009 lobte Falk den Goldstone-Bericht der Vereinten Nationen zum Gazakonflikt als „historischen Beitrag zum palästinensischen Kampf für Gerechtigkeit, der Israels Sockel der Immunität schon erschüttert hat“.

### 2010
In einem Bericht des UN-Sonderberichterstatters vom 10. August 2010 detaillierte Falk den Vorwurf, dass Israel eine Apartheidpolitik in den palästinensischen Gebieten betreibe:
„Zu den herausragenden Apartheidmerkmalen der israelischen Besatzung gehören die folgenden: Vorzugsbürgerschaft, Visitations- und Aufenthaltsgesetze und Praktiken, die Palästinenser, die im Westjordanland oder im Gazastreifen leben, daran hindern, ihr Eigentum zurückzuerobern oder die israelische Staatsbürgerschaft zu erwerben, im Gegensatz zu einem jüdischen Rückkehrrecht, das Juden überall auf der Welt, ohne vorherige Bindung an Israel, berechtigt Israel zu besuchen, dort zu wohnen und israelische Staatsbürger zu werden. Unterschiedliche Gesetze im Westjordanland und in Ostjerusalem begünstigen jüdische Siedler, die dem israelischen Zivilrecht und dem Verfassungsschutz unterliegen, im Gegensatz zu palästinensischen Bewohnern, die von der Militärverwaltung regiert werden. Doppelte und diskriminierende Vorkehrungen für die Freizügigkeit im Westjordanland und von und nach Jerusalem zu reisen. Diskriminierende Politik in Bezug auf Landbesitz, Besitzanspruch und Nutzung von Land; weitgehende Belastung der palästinensischen Bewegung, einschließlich der Kontrollpunkte, die unterschiedliche Beschränkungen für Palästinenser und israelische Siedler vorsehen, und lästige Genehmigungs- und Identifizierungsanforderungen, die nur für Palästinenser gelten. Strafende Hausabrisse, Vertreibungen und Beschränkungen bei der Ein- und Ausreise aus allen drei Teilen der besetzten palästinensischen Gebiete.“

### 2011
Im Jahr 2011 sprach Falk vor dem UN-Menschenrechtsrat und erklärte, dass die israelische Politik in Jerusalem eine „ethnische Säuberung“ der palästinensischen Bevölkerung bedeute. Er forderte den Rat auf, den Internationalen Gerichtshof aufzufordern, Israel wegen „Kolonialismus, Apartheid und ethnischer Säuberungen, die mit dem humanitären Völkerrecht unvereinbar sind“, die während seiner Besetzung der palästinensischen Gebiete begangen wurden, zu untersuchen.

### 2012
Falks Bericht an den UN-Menschenrechtsrat konzentrierte sich auf die Behandlung palästinensischer Gefangener durch Israel und empfahl, den Internationalen Gerichtshof in Den Haag um ein Gutachten über die Behandlung von Gefangenen durch Israel zu ersuchen, das auch die „verlängerte Besetzung“ palästinensischer Gebiete durch Israel umfassen könnte. Sein Bericht forderte auch den Menschenrechtsrat auf, Israel wegen seiner administrativen Inhaftierung zu zensieren, die israelischen Legislativversuche zur Legalisierung von Siedlungen im Westjordanland „notgedrungen“ zur Kenntnis zu nehmen und die Aufmerksamkeit auf Israels Weigerung zu lenken, mit ihm zusammenzuarbeiten. Er erklärte, dass israelische militärische Vergeltungsmaßnahmen für Raketenbeschuss aus Gaza nicht gerechtfertigt seien. Der US-Botschafter beim UN-Menschenrechtsrat sagte, dass die USA „weiterhin zutiefst beunruhigt sind über die einseitige und unverhältnismäßige Fokussierung dieses Rates auf Israel.“
In Falks Bericht an die UN-Generalversammlung empfahl er, dass „die in dem Bericht hervorgehobenen Unternehmen – wie auch die vielen anderen Unternehmen, die von dem israelischen Siedlungsunternehmen profitieren – boykottiert werden sollten, bis sie ihre Operationen mit den internationalen Menschenrechten und humanitären Gesetzen und Standards in Einklang bringen“. Er nannte insbesondere das Unternehmen Caterpillar der Vereinigten Staaten, HP Inc. (Hewlett-Packard) und Motorola, die israelischen Unternehmen Ahava, Elbit Systems und Mehadrin-Linien, die schwedische Volvo Gruppe und Assa Abloy, die französische Veolia Environnement, die britische G4S, die belgische Dexia Gruppe, die niederländische Riwal Holding Group und die mexikanische Cemex. Auf einer Pressekonferenz sagte Falk: „Die Konzentration auf Geschäftsaktivitäten ist zum Teil Ausdruck der Frustration über die Unfähigkeit, die Einhaltung dieser grundlegenden rechtlichen Verpflichtungen Israels zu erreichen, und die Ineffektivität der Bemühungen der UNO, die Siedlungsexpansion zu verurteilen.“ Er sagte auch, dass die ganze Frage der palästinensischen Selbstbestimmung hier in Gefahr sei.
Der Bericht wurde von der Botschafterin der Vereinigten Staaten bei den Vereinten Nationen, Susan Rice, kritisiert, die ihn als „unverantwortlich und inakzeptabel“ bezeichnete und vom kanadischen Außenministerium, das ihn als „voreingenommen und schändlich“ bezeichnete, und Falk aufforderte, seinen „beleidigenden“ Bericht zurückzuziehen oder von seinem UN-Posten zurückzutreten. Die israelische Mission bei der UNO erklärte, dass „während er [Falk] Seiten und Seiten damit verbringt, Israel anzugreifen, versäumt es Falk, auch nur einmal die schrecklichen Menschenrechtsverletzungen und die andauernden Terroranschläge der Hamas zu erwähnen.“ Caterpillar Inc. bezeichnete den Bericht als ungenau und irreführend, was seine „persönlichen und negativen Meinungen gegenüber Israel“ widerspiegelt. Hewlett Packard sagte, Falk sei „weit entfernt von einem unabhängigen und unvoreingenommenen Experten in dieser Angelegenheit“. Mehrere Länder, darunter Ägypten und Iran, bezeichneten den Bericht als fair und ausgewogen.
Im Dezember 2012 besuchte Falk die Region und den Gazastreifen mit dem ursprünglichen Ziel, die Gesamtauswirkungen der anhaltenden Besetzung und Blockade Israels gegen Gaza zu bewerten. Doch nach Israels siebentägigen Militäraktionen Operation Wolkensäule gegen die Hamas im November, behauptete Falk: „Es entstand die dringende Notwendigkeit, Israels scheinbar vorsätzliche Angriffe auf zivile Ziele zu untersuchen.“ Nach einem Besuch bei palästinensischen Überlebenden militärischer Angriffe erklärte Falk, dass „einige Angriffe Zivilisten in einer völlig unverhältnismäßigen Art und Weise getötet und geschädigt haben und somit gegen das Völkerrecht zu verstoßen scheinen“. Er rief Israel heute dazu auf, „das Waffenstillstandsabkommen einzuhalten und vollständig umzusetzen“ und forderte das internationale Abkommen auf, dafür zu sorgen, dass es dies auch tut.

### 2013
Der Jahresbericht von Richard Falk, der dem UN-Menschenrechtsrat am 9. Juni 2013 vorgelegt wurde, forderte eine internationale Untersuchung der israelischen Behandlung palästinensischer Gefangener. Der Bericht kritisierte die Anwendung willkürlicher Inhaftierungen, Folterungen und erzwungener Geständnisse und stellte fest: "„Die Behandlung Tausender von Palästinensern, die von Israel inhaftiert oder eingesperrt wurden, ist nach wie vor äußerst besorgniserregend“. Falk sagte, dass Israel derzeit 5.000 Palästinenser in Haft hält und seit Beginn der Besatzung 750.000 inhaftiert hat. Falk kritisierte und forderte auch ein Ende der israelischen Blockade des Gazastreifens und sagte, dass es sich um die „kollektive Bestrafung von 1,75 Millionen Palästinensern“ handele. Er argumentierte, dass die Lebensfähigkeit des Gazastreifens auf dem Spiel stehe: „Da 70 Prozent der Bevölkerung auf internationale Hilfe angewiesen sind und 90 Prozent des Wassers für den menschlichen Verzehr ungeeignet sind, sind drastische und dringende Veränderungen erforderlich, wenn die Palästinenser in Gaza ihre elementarsten Rechte schützen wollen.“
Falk forderte auch das Rote Kreuz oder eine Kommission von Völkerrechtsexperten auf, eine Konvention zu schaffen, die sich mit den spezifischen Fragen im Zusammenhang mit Situationen längerer Besatzung befasst. Er sagte, dass „heute vor 46 Jahren begann die israelische Besetzung Palästinas. Sechs Tage Krieg haben sich in 46 Jahre Besatzung verwandelt“, so das Fazit „46 Jahre, in denen den Palästinensern ihre elementarsten Rechte vorenthalten wurden, haben den Frieden nicht erreicht, die andauernde Annexion der palästinensischen Ressourcen und des palästinensischen Territoriums durch Israel.“ Zusätzlich schrieb Falk, dass die Kommission zur Untersuchung von UN Watch, die er beschuldigte, „eine Verleumdungskampagne“ zu führen, indem sie „eine Reihe von diffamierenden Angriffen, die seinen Charakter erniedrigten und immer wieder seine Ansichten zu potenziell entzündlichen Themen verzerrten“, herausgab.
Viele Länder, die auf der Sitzung sprachen, dankten Falk für seine Arbeit und forderten Israel heraus, die Zusammenarbeit mit seiner Menschenrechtsmission in den palästinensischen Gebieten zu verweigern. Die palästinensische Delegation lobte den Bericht und forderte seine rasche Umsetzung. Die Europäische Union war sich einig, dass Israels Siedlungen und Trennmauer „völkerrechtswidrig sind und ein Hindernis für den Frieden darstellen“, kritisierte aber auch Teile des Berichts. Der europäische Vertreter sagte: „Die EU bedauert nach wie vor das unausgewogene Mandat des Sonderberichterstatters und ist auch besorgt darüber, dass Teile des Berichts politische Erwägungen enthalten. In der Vergangenheit hat die EU betont, dass künftige Berichte auf einer sachlichen und rechtlichen Analyse beruhen sollten, und wir bedauern, dass keine wirklichen Fortschritte in dieser Richtung zu verzeichnen sind. Der Rat muss mit genauen, sachlichen Informationen und soliden Anschuldigungen versorgt werden, um seiner Rolle gerecht zu werden und die Menschenrechtssituation in den besetzten palästinensischen Gebieten anzugehen.“ Die Botschafterin der Vereinigten Staaten beim UNHRC, Eileen Donahoe, forderte den Rücktritt Falks und sagte: „Falks Angriff auf UN Watch bedroht die unabhängige Stimme der Zivilgesellschaft bei den Vereinten Nationen. Die Arbeit von Nichtregierungsorganisationen ist im Bereich der Menschenrechte von besonderer Bedeutung. Die jüngste Äußerung von Herrn Falk, die er dramatisch und leichtfertig in ein offizielles UN-Dokument aufgenommen hat, ist charakteristisch für frühere verwerfliche Bemerkungen und Handlungen, die er während seiner Amtszeit als Sonderberichterstatter gemacht hat. Seine Ansichten und sein Verhalten, sowohl offiziell als auch inoffiziell, sind beleidigend und provozierend und tragen nicht dazu bei, den Frieden im Nahen Osten voranzubringen oder den Schutz und die Förderung der Menschenrechte zu fördern. Wir fordern erneut seinen Rücktritt.“

## Bemerkenswerte Meinungen

### Nürnberger Verteidigung gewaltsamer Demonstranten
Im Oktober 1973 verteidigte Falk Karleton Armstrong, der sich schuldig bekannte, das Forschungszentrum für Armeemathematik der University of Wisconsin–Madison bombardiert zu haben, das einen dort arbeitenden Forscher tötete und weitere vier Menschen verletzte. Die New York Times berichtete, dass Falk „zu einer vollständigen Amnestie für alle Widerstände aufgerufen hat, auch für diejenigen, die sich dem Krieg in Vietnam mit gewaltsamen Taktiken widersetzen“. The Times berichtete weiter, dass Falk, „die Nürnberger Prozess gegen die Hauptkriegsverbrecher als Präzedenzfall für Verteidigungsbehauptungen zitierte, dass amerikanische Privatbürger ein Recht und vielleicht eine Pflicht hätten, den Krieg mit allen Mitteln aktiv zu bekämpfen“. Nach Ansicht von Ronald Christenson, Professor für Politikwissenschaft am Gustavus Adolphus College, berief sich Falk „auf den Nürnberger Präzedenzfall, um zu argumentieren, dass es ein Recht von Individuen gibt, Verbrechen zu stoppen, auch wenn sie ein geringeres Verbrechen schaffen“.

### Ajatollah Chomeini im Jahr 1979
Anfang 1979, als Falk Professor für Völkerrecht an der Princeton University war, besuchte er den iranischen Revolutionsführer Ruhollah Chomeini in dessen Haus im französischen Exil. In einem Bericht der New York Times vom Februar 1979, nachdem Chomeini in den Iran zurückgekehrt war, schrieb Falk: „Die Darstellung von ihm als fanatisch, reaktionär und Träger von rohen Vorurteilen scheint sicher und glücklicherweise falsch zu sein.“ Falk schrieb, dass Chomeinis Gefolge einheitlich aus gemäßigten, progressiven Individuen zusammengesetzt sei und dass „der Iran, nachdem er ein neues Modell der Volksrevolution geschaffen hat, die größtenteils auf gewaltfreier Taktik basiert, vielleicht noch ein dringend benötigtes Modell humaner Regierungsführung eines Drittweltlandes liefern könne“. Ende 1979 war Chomeini zum Obersten Religionsführer des Iran geworden und begann, gemäßigte Kräfte aus seinen Kreisen zu entfernen. Er ließ politische Gegner verhaften und sogar töten und unterstützte Studenten, die die US-Botschaft in Teheran übernommen hatten und amerikanische Geiseln für 444 Tage festhielten. Falk wurde kritisiert, weil er Chomeini fehleingeschätzt hatte und unterstützt haben soll. Falk änderte später seine Meinung über Chomeinis Regime und nannte es „das terroristischste seit Hitler“.

### Verschwörungstheorien zum 11. September 2001
Im Jahr 2004 schrieb Falk das Vorwort zu David Ray Griffins Buch The New Pearl Harbor: Disturbing Questions About the Bush Administration und 9/11, in dem behauptet wird, dass die George W. Bush-Administration an den Terroranschläge am 11. September 2001 beteiligt gewesen sei. In diesem Vorwort argumentierte er: „Es wurden hier und da Fragen gestellt, und fast seit dem Tag der Anschläge wurden Behauptungen über offizielle Komplizenschaft erhoben, vor allem in Europa. Aber niemand hat etwas getan, bis Griffin die Geduld, die Stärke, den Mut und die Intelligenz hatte, die Stücke in einem einzigen zusammenhängenden Bericht zusammenzufügen.“ Falk schrieb auch ein Kapitel für Griffins Buch von 2006, 9/11 und American Empire: Intellectuals Speak Out.
Im November 2008 schrieb Falk in The Journal, einer Studentenpublikation in Edinburgh, Schottland: „Es ist nicht paranoid, unter solchen Umständen davon auszugehen, dass die etablierten Eliten der amerikanischen Regierungsstruktur etwas zu verbergen und vieles zu erklären haben. … Die anhaltende Unfähigkeit, diese fundamentale Kontroverse über den 11. September 2001 zu lösen, beeinträchtigt subtil die Legitimität der amerikanischen Regierung. Sie kann nur durch die Bereitschaft, wie spät es auch immer sein mag, beseitigt werden, die Wahrheit dieses Tages zu rekonstruieren und die Geschichte hinter ihrer andauernden Unterdrückung zu enthüllen.“
Im Jahr 2004 unterzeichnete Falk eine Erklärung der Organisation 9/11 Truth Movement, die eine neue Untersuchung der Anschläge vom 11. September fordert. Falk bestätigte seine Unterstützung für die Erklärung im Jahr 2009. Im Jahr 2008 forderte Falk eine offizielle Kommission zur weiteren Untersuchung dieser Fragen, einschließlich der Rolle, die die Neokonservativen bei den Anschlägen gespielt haben könnten, und sagte: „Es ist wahrscheinlich wahr, dass vor allem die Neokonservativen dachten, es gäbe eine Situation im Land und in der Welt, in der etwas passieren müsste, um das amerikanische Volk aufzuwecken. Ob sie unschuldig über die Behauptung sind, sie hätten etwas geschehen lassen oder nicht, ich glaube nicht, dass wir dies an dieser Stelle definitiv beantworten können.“
Im Januar 2011 schlug Susan Rice, die Botschafterin der Vereinigten Staaten bei den Vereinten Nationen, vor, Falk von seinen UN-Posten zu entfernen, nachdem dieser in seinem Blog über das „unheimliche Schweigen der Mainstream-Medien schrieb, die nicht gewillt wären, die wohlbekannten Zweifel an der offiziellen Version der Ereignisse einer Al-Kaida-Operation ohne Vorwissen von Regierungsbeamten, anzuerkennen.“ Auch der Generalsekretär der Vereinten Nationen, Ban Ki-moon, verurteilte Falks Blog-Beitrag als „hetzerische Rhetorik“, die absurd und „eine Beleidigung an die Erinnerung der mehr als 3.000 Menschen, die bei diesem tragischen Terroranschlag ums Leben kamen“ sei. Ban erklärte, dass nur der UN-Menschenrechtsrat seine Ernannten aus dem Amt entfernen könne.

### Israel-Palästina-Konflikt
In einem 2002 in der politischen Zeitschrift The Nation erschienenen Meinungskommentar war Falk sehr kritisch gegenüber der militärischen Operation der israelischen Armee im palästinensischen Westjordanland „Operation Schutzschild“ und bezeichnete sie als „staatlich geförderten Terrorismus“. Er schrieb, dass die Ansicht einer „überwältigenden Mehrheit“ des UN-Sicherheitsrates und einer Untersuchung der UN-Menschenrechtskommission, an der er beteiligt war, besagt, dass Selbstmordattentate erst stattfanden, nachdem den Palästinensern „die militärischen Möglichkeiten ausgegangen waren“, und dass Selbstmordattentate der einzige Weg waren, Israel ausreichend Schaden zuzufügen, damit „der Kampf weitergehen konnte“. Die UN-Untersuchungen haben ergeben, dass Israel für die Eskalation der Gewalt verantwortlich war und dass ihre militärische Reaktion gegen die Palästinenser eine Verletzung des Völkerrechts darstellte. Falk bezeichnete das Passah-Massaker als „entsetzlich“ und erklärte, dass die Antwort Israels „ebenso entsetzlich“ sei.
Im Jahr 2002 schrieb Falk auf der Website von Princeton Divestment, „sich von Unternehmen zu trennen, die derzeit von Geschäften mit Israel profitieren, bedeutet, Solidarität mit Opfern massiver Verbrechen gegen die Menschlichkeit zu bekunden und Israel aufzufordern, die Autorität der Vereinten Nationen und die elementaren Regeln des Völkerrechts zu respektieren, indem es sich aus dem besetzten palästinensischen Gebiet zurückzieht“.
In einem Artikel vom Juni 2007 mit dem Titel „Slouching towards a Palestinian Holocaust“ (Buckelnd auf einen palästinensischen Holocaust zugehen) verglich Falk einige israelische Politiken in Bezug auf die Palästinenser mit der nationalsozialistischen Aufzeichnung kollektiver Bestrafung und warnte davor, dass Israel einen Holocaust planen könnte, wie es Nazi-Deutschland getan hat. Falk, der sich selbst als jüdischen Amerikaner bezeichnete, erklärte, dass seine Verwendung des Begriffs „Holocaust“ einen „ziemlich verzweifelten Appell an die Regierungen der Welt und die internationale Öffentlichkeit darstellt, dringend zu handeln, um zu verhindern, dass diese gegenwärtigen [israelischen] völkermörderischen Tendenzen in einer kollektiven Tragödie [für die Palästinenser] gipfeln“. Falk sagte auch, dass „der Vergleich nicht als wörtlich zu betrachten ist, sondern … dass ein Muster der Kriminalität, die mit der israelischen Politik in Gaza (Stadt) verbunden ist, wurde von den führenden Demokratien des 21. Jahrhunderts unterstützt“. Falk argumentierte, dass westliche und arabische Staaten in einem „Muster der Kriminalität“ assoziiert würden, ähnlich wie Staaten, die Hitler in den 1930er Jahren deutsche Juden unterdrücken ließen. Er leugnete auch, dass die Hamas eine terroristische Organisation sei, und behauptete, dass sie stets bereit sei, mit anderen palästinensischen Gruppen zusammenzuarbeiten, um die „Akzeptanz der Existenz Israels“ zu erreichen. Er bezeichnete den Rückzug Israels aus Gaza als „Täuschung“, bei der 300 Gazaer seit Israels „vermeintlicher physischer Abzug“ getötet wurden. Falk erklärte, dass Israels Blockade des Gazastreifens Gaza „an den Rand des kollektiven Hungers“ brachte und einem Volk durch „kollektive Bestrafung“ eine „untermenschliche Existenz“ auferlegt habe, und dass die israelische Politik „tatsächlich völkermörderisch“ sei. Ende Dezember 2009 kritisierte Falk erneut die israelische Blockade und rief dazu auf, Israel mit Wirtschaftssanktionen zu drohen, wenn die Blockade nicht aufgehoben wird.
Im April 2008 verglich Falk israelische Aktionen im Gazastreifen mit denen der Nazis und reagierte auf die Kritik an seinen Äußerungen: „Wenn es eine solche Situation gegeben hätte, wie beispielsweise wie China mit Tibet oder wie die sudanesische Regierung mit Darfur umgeht, dann würde es meiner Meinung nach keine Abneigung geben, diesen Vergleich anzustellen.“ Er führte die Zurückhaltung bei der Kritik an der israelischen Politik auf die sensible Geschichte des jüdischen Volkes zurück, ebenso wie auf die Fähigkeit des Staates, „zu vermeiden, dass (seine) Politik dem Völkerrecht und der Moral unterworfen werden“.
Im Dezember 2012, als er explizit nach der „Neutralität“ von Gruppen wie Amnesty International und Human Rights Watch gefragt wurde, sagte Falk in einem Interview: „Es besteht kein Zweifel, dass die privat finanzierte Basis dieser führenden Menschenrechts-NGOs zu einer gewissen Voreingenommenheit ihrer Agenda führt.“ Er bemerkte jedoch, dass als Reaktion auf Kritik mehr Selbstkritik an amerikanischen Missbrauchsmustern und eine größere Bereitschaft, kritisch über Israel zu berichten, von solchen NGOs geäußert wurde.

### Intervention 2011 in Libyen
Während des libyschen Bürgerkriegs 2011 veröffentlichte Falk in Al Jazeera eine Stellungnahme gegen die Vorschläge für eine militärische Intervention. Falk schrieb, dass diese militärische Intervention völkerrechtlich illegal sei und dass „die Regierung Gaddafi, so geschmacklos sie aus humanitären Gründen auch sein mag, der rechtmäßige diplomatische Vertreter eines souveränen Staates bleibt“. Falk schrieb auch, dass jede Intervention eher Pro-Aufstand als Gegen-Aufstand sein würde, und kritisierte Politiker, die eine Intervention unterstützten, und argumentierte „es scheint, dass viele der Republikaner sich auf das Defizit konzentrierten, obwohl die Kürzung der öffentlichen Ausgaben die Armen in einer Zeit der weitverbreiteten Arbeitslosigkeit und der Zwangsversteigerungen im eigenen Land bestraft, es nicht stören würde, unzählige Milliarden für die Finanzierung von Kriegshandlungen in Libyen aufzubringen“.
In einem veröffentlichten Falk-Blog-Eintrag in Today’s Zaman argumentierte Falk, dass die libysche Opposition im Gegensatz zu Protesten in anderen Ländern „fast von Anfang an“ auf militärische Gewalt angewiesen sei und dass eine gewaltsame politische Reaktion von innen auf Gaddafis Regime als „Ausdruck libyscher Selbstbestimmung“ voll und ganz gerechtfertigt sei. Er schrieb auch, dass die Intervention nicht dazu dienen sollte, die Zivilbevölkerung vor Angriffen zu schützen, sondern einen Sieg der Rebellen und die Niederlage von Gaddafi zu sichern.

### Boston-Marathon-Bombardierung
In einem Beitrag in seinem persönlichen Blog „A Commentary on the Marathon Murders“, der in Al-Jazeera abgedruckt wurde, schrieb Falk über den Anschlag auf den Boston-Marathon, den er als „Horror“ bezeichnete. Er schrieb auch, dass „das amerikanische Projekt der globalen Herrschaft in der postkolonialen Welt zwangsläufig alle möglichen Widerstände hervorrufen wird“ und dass „die Vereinigten Staaten das Glück hatten, keine schlimmeren Blowbacks (Rückschläge) zu erleiden“. Er verglich die kritische Reaktion auf die Bombenanschläge von Anrufern auf ein Public-Broadcasting-Service-Programm mit der von US-Politikern und den Mainstream-Medien, unter denen er sagte, dass die Selbstkontrolle „tabu“ bleibe und dass amerikanische Politiker nicht „den Mut hätten, einige dieser Punkte zu verbinden“. Er kritisierte auch die amerikanische Politik gegenüber dem iranischen Atomprogramm und die Freundschaft mit Israel und schrieb, weitere Angriffe seien wahrscheinlich, „wenn es keine Bereitschaft gibt, die US-Beziehungen zu anderen in der Welt zu überdenken, angefangen beim Nahen Osten“.
Falk kritisierte die US-Außenpolitik und beschrieb den Irakkrieg und den Krieg in Afghanistan seit 2001 als „rechtswidrige Kriege“, die „zwei Länder verwüstet hatten, scheinbar jenseits absehbarer Erholung, während sie der amerikanischen Sicherheit nichts hinzufügten“. Er sagte, während das Scheitern und die Kosten dieser Kriege bedeuteten, dass diese Art von Intervention nicht mehr das Kernstück der amerikanischen Politik war; „die Kriegstrommeln schlagen in diesem Moment sowohl in Bezug auf Nordkorea als auch auf den Iran, und solange Tel Aviv das gefällige Ohr des amerikanischen politischen Establishments hat, sollten diejenigen, die Frieden und Gerechtigkeit in der Welt wollen, nicht einfach ruhen“.
Der kanadische Außenminister John Russell Baird kritisierte Falk scharf und sagte: „Wieder einmal hat der UNO-Beamte Richard Falk mehr böswillige, antisemitische Rhetorik gespuckt, diesmal gab er Präsident Obama und dem Staat Israel die Schuld an den Anschlägen in Boston. Die Vereinten Nationen sollten sich schämen, überhaupt mit einer solchen Person in Verbindung gebracht zu werden.“ Das Vereinigte Königreich stellte in einer Erklärung seiner UN-Mission fest, dass dies „das dritte Mal war, dass wir Anlass hatten, unsere Besorgnis über die antisemitischen Äußerungen von Herrn Falk zum Ausdruck zu bringen. Für das Vereinigte Königreich ist es wichtig, dass die Sonderberichterstatter bei ihrer Arbeit die höchsten Standards einhalten, und wir haben bereits zweimal deutlich gemacht, dass die Äußerungen von Herrn Falk inakzeptabel sind.“ Der Generalsekretär der Vereinten Nationen, Ban Ki-moon, wies Falks Äußerungen zurück und sagte, sie untergraben die Glaubwürdigkeit und die Arbeit der UNO. Susan Rice, Botschafterin der Vereinigten Staaten bei den Vereinten Nationen, schrieb, dass sie „über Richard Falks höchst beleidigende Boston-Kommentare empört“ sei, dass „jemand, der solch ein Gift verspuckt, bei der UNO keinen Platz hat“ und dass es „für ihn an der Zeit sei, zu gehen“. Falks Aussagen wurden auch von zahlreichen Publikationen und Interessengruppen kritisiert, darunter die New York Daily News, der Jewish Telegraphic Agency (JTA), die The Jerusalem Post, Fox News, UN Watch, die Anti-Defamation League und das American Jewish Committee.
Scott McConnell antwortete in dem Magazin The American Conservative auf die Kritik: „Erstaunlich für seine Bösartigkeit und Unehrlichkeit ist die Kampagne gegen den UN-Sonderberichterstatter für Menschenrechte im besetzten Palästina Richard Falk, der nach dem Terroranschlag von Boston einige ziemlich einfache „Blowback“-Punkte gemacht hat.“ Er fuhr fort, zu beschreiben, wie, nach seiner Ansicht, „eine gut finanzierte neocon Gruppe, genannt UN Watch und seine verschiedenen Medienverbündeten, eine intensive Öffentlichkeitsarbeitskampagne aufputscht, basierend auf der Fälschung der Bedeutung seines Stücks, Ellipsen verwendet, um seine Sätze zu verzerren, um dann zu behaupten, dass Falk gesagt habe, dass die Bostoner Opfer irgendwie ihr Schicksal verdient hätten“. Auch Lawrence Davidson, Historiker der West Chester Universität, argumentierte zur Verteidigung von Falks Aussage: „Von außerhalb der selbstgerechten Perspektive der Regierung der Vereinigten Staaten betrachtet, ist alles, was Richard Falk sagt, zutreffend. Doch aus dem Inneren der offiziellen Regierungsweltanschauung ist Falk ein Ketzer und seine Botschaft ein gefährliches verbales Gift. Daher ist die Reaktion derjenigen, die sich der üblichen Politik und Allianzen verschrieben haben, schrill gewesen.“

## Vorwürfe des Antisemitismus
2007 verglich er die Politik der Israelis gegenüber den Palästinensern mit der Politik der Nationalsozialisten und dem Holocaust. Er gilt seitdem als persona non grata in Israel und erhält kein Einreisevisum.
Am 29. Juni 2011 veröffentlichte Richard Falk in seinem Blog einen Eintrag über die Anklage des Internationalen Strafgerichtshofs gegen Muammar al-Gaddafi wegen Verbrechen gegen die Menschlichkeit, der ein Karikatur-Bild eines Hundes mit jüdischer Kopfbedeckung und einem Pullover mit den Buchstaben „USA“ enthielt. Der Hund urinierte auf Justitia, während er blutige menschliche Knochen verschlang. UN Watch, eine in Genf ansässige Nichtregierungsorganisation, kontaktierte die UN-Hochkommissarin für Menschenrechte, Navi Pillay, bezüglich der Karikatur. Falk bestätigte am 6. Juli, dass die Karikatur antisemitisch sei, entschuldigte sich für die Veröffentlichung und erklärte, dass er dachte, die kleinen Markierungen auf dem Kopf des Hundes stünden für einen Militärhelm, nicht für eine Yarmulka. Er fügte hinzu: „Wir müssen auch Frieden mit der Natur schließen und die Tiere so respektvoll wie möglich behandeln.“
Trotz Falks Erklärung seines Fehlers forderte Abraham H. Foxman von der Anti-Defamation League Falk auf, als UN-Berichterstatter für die palästinensischen Gebiete zurückzutreten. Foxman sagte, dass diese Karikatur offensichtlich antisemitisch sei und die Botschaft vermittle, dass Juden und Amerikaner sich wenig um das Gerechte und Moralische kümmern, und dass „die Botschaft des Hasses in dieser Karikatur dennoch direkt gegen die Prinzipien des Menschenrechtsrates und der Vereinten Nationen selbst verstößt“. Der US-Beauftragte bei der UNO, Joseph M. Torsella, sagte, dass die Veröffentlichung der Karikatur „beschämend und empörend“ und „eine Blamage für die Vereinten Nationen“ sei, und forderte Falk zum Rücktritt auf. Die US-Repräsentantin Ileana Ros-Lehtinen, Vorsitzende des United States House Committee on Foreign Affairs (Ausschusses für auswärtige Angelegenheiten) des Repräsentantenhaus der Vereinigten Staaten, forderte Falk ebenfalls zum Rücktritt auf. Der britische Premierminister David Cameron beauftragte den Ständigen Vertreter des Vereinigten Königreichs, seine Besorgnis über die Karikatur zum Ausdruck zu bringen, und sagte, dass er „weiterhin alle weiteren Aktionen und Bemerkungen von Herrn Falk aufmerksam verfolgen werde“. Die Hohe Kommissarin der Vereinten Nationen für Menschenrechte, Navanethem Pillay, bestätigte, dass die Karikatur antisemitisch und anstößig sei. Sie rief nicht zu Falks Rücktritt auf, weil er sich öffentlich entschuldigte, erklärt hatte, dass er die Karikatur falsch interpretierte und weil er das Bild schnell von seiner Website entfernt hatte. Das Simon Wiesenthal Center (SWC) setzte Falks Äußerungen 2013 auf Platz 3 seiner „Top Ten Anti-Semitic/Anti-Israel Slurs“.
Im Juli 2012 schrieb Falk in seinem Blog über die Gründe, warum er sich zum „palästinensischen Kampf“ hingezogen fühlte: „Ich kam zur auf starker Evidenz basierenden Überzeugung, dass die US-Regierung und die verfasste jüdische Gemeinde für die massive und dauerhafte Beschlagnahmung von palästinensischem Land und palästinensischen Rechten verantwortlich waren.“ UN Watch beschuldigte Falk, Antisemitismus und „rassistische Äußerungen zu verbreiten“, indem er versuchte, jüdische Gemeinden insgesamt für angebliche Verbrechen gegen Palästinenser verantwortlich zu machen. Auf Nachfrage antwortete Falk zu diesem Vorwurf: „Ich habe oft gegen Politiken, einschließlich derjenigen der USA und Israels, opponiert, […] aber solche Haltungen mit Rassismus gleichzusetzen, wie das Hillel Neuer [von UN Watch] getan hat, ist nur ein Element einer breit angelegten und häufig wiederholten Denunziation meiner Ansichten und Aktivitäten.“
Wie bereits oben zu Falks Kommentar zu den Boston-Marathon-Bombardierungen erwähnt, erklärte die britische Mission bei den Vereinten Nationen, dass „[dies ist] das dritte Mal, dass wir Anlass hatten, unsere Besorgnis über die antisemitischen Äußerungen von Herrn Falk zum Ausdruck zu bringen. Für das Vereinigte Königreich ist es wichtig, dass die Sonderberichterstatter bei ihrer Arbeit die höchsten Standards einhalten, und wir haben bereits zweimal deutlich gemacht, dass die Äußerungen von Herrn Falk inakzeptabel sind.“

## Privates
Falk ist mit Hilal Elver (* 1954) verheiratet, die einen SJD (Doktor der Rechtswissenschaften) der Juristischen Fakultät der University of California, Los Angeles sowie einen Doktorgrad der Rechtsschule der Universität Ankara besitzt. Sie war von 2014 bis 2020 UN-Sonderberichterstatterin für das Recht auf Nahrung.

## Bibliografie
Falk ist Autor oder Mitautor von 20 Büchern und Herausgeber oder Mitherausgeber von weiteren Bänden.
- 1962: Essays on Espionage and International Law with Quincy Wright, Julius Stone, Roland J. Stanger; Ohio State University Press
- 1965: Security in Disarmament, Editor with Richard J. Barnet, Princeton University Press
- 1966: Toward a Theory of War Prevention, with Saul H. Mendlovitz, Transaction Publishers
- 1966: Strategy of World Order (Volumes I to IV), edited with Saul H. Mendlovitz, World Law Fund
- 1968: Legal Order In A Violent World, Princeton University Press
- 1968: International Law And Organization, Editor with Wolfram F. Hanrieder, Lippincott
- 1968: The Six Legal Dimensions of the Vietnam War, Princeton University Press
- 1968: In the Name of America – The Conduct of the War in Vietnam by the Armed Forces of the U.S. editor with Seymour Melman, E.P. Dutton
- 1968: The Vietnam war and international law, edited by Richard A. Falk with Wolfram F. Hanrieder; J. B. Lippincott
- 1971: Crimes of War: A Legal, Political-Documentary, and Psychological Inquiry into the Responsibility of Leaders, Citizens, and Soldiers for Criminal Acts in Wars with Gabriel Kolko, Robert Jay Lifton; Random House
- 1971: The United Nations and a Just World Order with Samuel S. Kim, Saul H. Mendlovitz; Westview Press
- 1971: This Endangered Planet, Random House
- 1973: Regional Politics and World Order with Saul H. Mendlovitz, W.H.Freeman & Co Ltd
- 1975: A Study of Future Worlds, Free Press
- 1975: A Global Approach to National Policy, Harvard University Press
- 1976: The Vietnam War and International Law, Editor, Princeton University Press
- 1981: Human Rights and State Sovereignty, Holmes & Meier Publishers
- 1985: International Law: A Contemporary Perspective (Studies on a Just World Order, No 2) with Friedrich Kratochwil, Saul H. Mendlovitz; Westview Press
- 1988: Revolutionaries and Functionaries, Dutton Adult
- 1988: The Promise of World Order: Essays in Normative International Relations, Temple University Press
- 1993: Explorations at the Edge of Time: The Prospects for World Order, Temple University Press
- 1995: On Humane Governance: Toward a New Global Politics – The World Order Models Project Report of the Global Civilization Initiative, Pennsylvania State University Press
- 1998:Indefensible Weapons: The Political and Psychological Case Against Nuclearism with Robert Jay Lifton, House of Anansi Press
- 1999: Predatory Globalization: A Critique, Polity
- 2001: Human Rights Horizons: The Pursuit of Justice in a Globalizing World, Routledge
- 2001: In Pursuit of the Right to Self-Determination Collected Papers of the First International, Editor with D. Kly, Clarity Press
- 2001: Religion and Humane Global Governance, Palgrave Macmillan
- 2002: Reframing the International: Law, Culture, Politics, Routledge
- 2002: Unlocking the Middle East: The Writings of Richard Falk, Jean Allain, Editor; Olive Branch Press
- 2002: The Great Terror War, Interlink Publishing Group
- 2004: The Declining World Order: America’s Imperial Geopolitics, Routledge
- 2004: The Record of the Paper: How the New York Times Misreports US Foreign Policy with Howard Friel, Verso
- 2004: The New Pearl Harbor: Disturbing Questions About the Bush Administration and 9/11 by David Ray Griffin, (Vorwort), Interlink Books
- 2006: Crimes of War: Iraq with Irene Gendzier, Robert Jay Lifton; Nation Books
- 2006: Foundations of Restoration Ecology: The Science and Practice of Ecological Restoration (The Science and Practice of Ecological Restoration Series) with Richard J. Hobbs, Donald A. Falk, Margaret Palmer, and Joy Zedler; Island Press
- 2007: The Costs of War: International Law, the UN, and World Order after Iraq, Routledge
- 2007: Israel-Palestine on Record: How the New York Times Misreports Conflict in the Middle East with Howard Friel, Verso
- 2008: Achieving Human Rights, Routledge
- 2008: International Law and the Third World: Reshaping Justice (Routledge-Cavendish Research in International Law), Editor, Routledge
- 2011: Can Humanitarian Intervention be Humanitarian? International Policy Digest, Autor
- 2011: Syria: Geopolitical Mentoring versus Rehab for Addicted Geopolitical Leaders, International Policy Digest, Autor, 19. August 2011
- 2011: Rethinking Afghanistan After a Decade, International Policy Digest, Autor, 19. September 2011
- 2012: Opening the Other Eye: Charles Taylor and Selective Criminal Accountability, International Policy Digest, Autor, 27. April 2012
- 2012: How to Save a Stumbling ‘Economic Europe’, International Policy Digest, Autor, 11. Juni 2012
- 2012: The Path to Zero: Dialogues on Nuclear Dangers, with David A. Krieger, Paradigm Publishers
- 2013: Reflections on Teju Cole’s Open City, International Policy Digest, Autor, 21. Februar 2013
- 2014: Palestine: The Legitimacy of Hope, Just World Books[74]
- 2014: (Re)imagining Humane Global Governance, Routledge
- 2015: Chaos and Counterrevolution: After the Arab Spring, Zed Books
- 2015: Humanitarian Intervention and Legitimacy Wars: Seeking Peace and Justice in the 21st Century, Routledge
- 2016: Power Shift: on the New Global Order, Zed Books
- 2017: Palestine’s Horizon: Toward a Just Peace, Pluto Press
- 2024 mit Hans-Christof von Sponeck: Liberating the United Nations: Realism with Hope. Stanford University Press, Palo Alto 2024.
- 2025 mit Sasha Milonova: Patriotism to the Earth: A Quest for Humane Global Governance. Rowman & Littlefield, Lanham 2025, ISBN 978-1-5381-9687-8.